# Großsteingrab Lundegård 1
Das Großsteingrab Lundegård 1 war eine megalithische Grabanlage der jungsteinzeitlichen Nordgruppe der Trichterbecherkultur im Kirchspiel Gørløse in der dänischen Kommune Hillerød. Es wurde im 19. Jahrhundert zerstört.

## Lage
Das Grab lag etwa auf halber Strecke zwischen Gørløse und Skævinge auf einem Feld. In der näheren Umgebung gibt bzw. gab es zahlreiche weitere megalithische Grabanlagen.

## Forschungsgeschichte
Im Jahr 1890 führten Mitarbeiter des Dänischen Nationalmuseums eine Dokumentation der Fundstelle durch. Zu dieser Zeit war die Anlage bereits weitgehend zerstört. Bei einer weiteren Dokumentation im Jahr 1942 war nur noch eine flache Erhebung zu erkennen. 1989 traten beim Pflügen am Standort des Grabes Funde zutage.

## Beschreibung

### Architektur
Die Anlage besaß eine längliche Hügelschüttung unbekannter Länge und Orientierung. Über die Grabkammer liegen keine Angaben vor. Beim Pflügen wurden 1989 gebrannte Steine entdeckt.

### Funde
1989 wurden beim Pflügen verbrannte Knochen und Keramikscherben gefunden, die vielleicht von einer bronzezeitlichen Nachbestattung stammen.